# Panomya ampla
Panomya ampla är en musselart som beskrevs av Dall 1898. Panomya ampla ingår i släktet Panomya och familjen Hiatellidae. Inga underarter finns listade i Catalogue of Life.